# (9502) Gaimar
(9502) Gaimar (2075 T-2) – planetoida z pasa głównego asteroid okrążająca Słońce w ciągu 3,57 lat w średniej odległości 2,34 j.a. Odkryta 29 września 1973 roku.